# Mission d'évaluation et de contrôle
Les missions d'évaluation et de contrôle sont des émanations de la commission des Finances de l'Assemblée nationale française.

## Présentation
Lancées en 1998 sous l'impulsion de Laurent Fabius, président de l'Assemblée, elles concernent chaque année quelques thèmes choisis par le bureau de la commission des finances. Elles permettent de veiller à l'efficience de la dépense publique. Elles couvrent deux types de missions :
- les missions d'évaluation et de contrôle (MEC) chargées de contrôler l'utilisation des fonds publics ;

- les missions d'évaluation et de contrôle des lois de financement de la sécurité sociale (MECSS) dont l'objectif est de vérifier l'application des Lois de financement de la sécurité sociale.

## Le contrôle
Dans le cadre des missions d'évaluation et de contrôle, les présidents des commissions des finances ainsi que les rapporteurs généraux et spéciaux peuvent effectuer un contrôle sur place et sur pièces. Ils disposent, en outre, du concours actif de la Cour des comptes  et d'experts extérieurs spécialisés.

## Thèmes couverts par les missions d'évaluation et de contrôle
Chaque année, le bureau de la commission des finances choisit les
thèmes qui seront explorés par les missions d'évaluation et de
contrôle.
| Exercice                     | Thèmes |
| ---------------------------- | --- |
| 1999-2000                    | la politique autoroutière                                                                                                 |
| 1999-2000                    | la gestion des effectifs et des moyens de la police nationale                                                             |
| 1999-2000                    | les aides à l'emploi |
| 1999-2000                    | l'utilisation des crédits de la formation professionnelle                                                                 |
| 2000-2001                    | la modernisation de la gestion des universités                                                                            |
| 2000-2001                    | le fonctionnement des COTOREP                                                                                             |
| 2000-2001                    | le recouvrement de l'impôt                                                                                                |
| 2001-2002                    | l'emploi des moyens de la justice                                                                                         |
| 2001-2002                    | le logement social |
| 2001-2002                    | le financement et la gestion de l'eau                                                                                     |
| 2002-2003 (XIIe législature) | les organismes publics d'évaluation et de prospective économiques et sociales                                             |
| 2002-2003 (XIIe législature) | l'impact de l'intervention des architectes et des services archéologiques dans les procédures de sauvegarde du patrimoine |
| 2003-2004                    | la clarification des relations financières entre le système ferroviaire et ses partenaires publics                        |
| 2003-2004                    | la direction du service national et la journée de préparation à la défense                                                |
| 2004-2005                    | la gestion et la cession du patrimoine immobilier de l'État et des établissements publics                                 |
| 2004-2005                    | les normes édictées par les fédérations et les ligues sportives                                                           |
| 2004-2005                    | les évolutions des coûts budgétaires des demandes d'asile                                                                 |
| 2005-2006                    | la gouvernance des universités dans le contexte de la LOLF                                                                |
| 2005-2006                    | les services de l'État à l'étranger                                                                                       |
| 2005-2006                    | les programmes d'armement, à partir de l'exemple du véhicule blindé de combat de l'infanterie                             |